# Anchiale (Tochter des Iapetos)
Anchiale (altgriechisch Ἀγχιάλη Anchiálē) ist eine Heroine der griechischen Mythologie.
Sie ist die Tochter des Titanen Iapetos und gründet die nach ihr benannte kilikische Stadt Anchiale. Zudem ist sie die Mutter des Kydnos, des Flussgottes des gleichnamigen Flusses Kilikiens, und die Großmutter des Parthenios, nach dem die am Kydnos liegende Stadt Tarsos Parthenia genannt worden sein soll. Anchiale erscheint nur in einem Fragment des stoischen Philosophen Athenodoros von Tarsos, in den sonstigen Überlieferungen wird als Gründer Anchiales der assyrische König Sardanapal genannt.